# 岸本幸子
岸本幸子（日语：／ Kishimoto Sachiko，1936年4月25日—），日本女子跳远运动员。她曾获得1962年亚洲运动会女子跳远金牌。她也参加了1964年夏季奥林匹克运动会，获得第21名。